# Недоводієв Микита Олександрович
Мики́та Олекса́ндрович Недоводієв (1981—2015) — підполковник (посмертно) Збройних сил України, учасник російсько-української війни.

## Короткий життєпис
Після закінчення Інституту танкових військ протягом 2003—2005 років служив у «Десні».
Начальник бронетанкової служби, 101-ша окрема бригада охорони ГШ.
9 лютого 2015-го зник безвісти — з території базового табору штабу сектору «С» (Дебальцеве) вирушив у складі колони вантажних автомобілів, був старший машини «КРАЗ 4310». Колона прямувала до Харкова по шини для БТРів, водієм вантажівки був старший солдат Вадим Федорченко (також зник безвісти). Загинули у верхній частині «дебальцевського виступу» — в селі Логвинове. Колона потрапила в засідку ДРГ, під потужним артилерійським обстрілом та із застосуванням стрілецької зброї рухома техніка була знищена.
Лишилися батьки, сестра, дружина. У червні ідентифікований за експертизою ДНК серед загиблих, 21 червня з майором попрощалися на території 101-ї бригади. Похований у Києві, Лук'янівське військове кладовище.

## Нагороди
За особисту мужність і високий професіоналізм, виявлені у захисті державного суверенітету та територіальної цілісності України, вірність військовій присязі, відзначений — нагороджений
- 27 червня 2015 року — орденом Богдана Хмельницького III ступеня (посмертно)[2].